# OPS-12

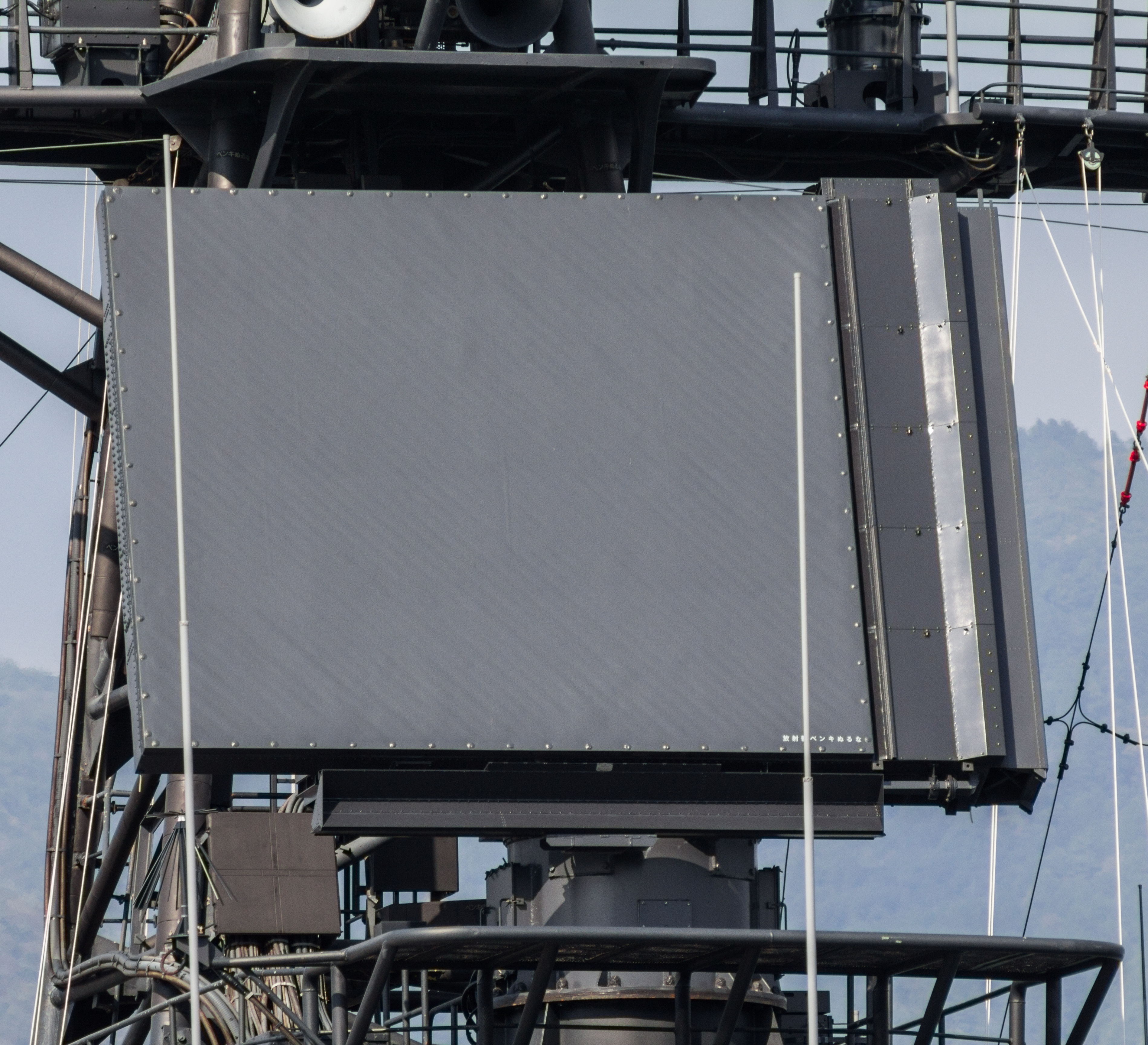
OPS-12 레이다의 모습이다.

OPS-12는 일본의 해상 레이다의 일종이다. 전자주사식 위상 배열 레이다로, 수백킬로미터 떨어진 거리의 항공기를 탐지할 수 있는 레이다다. 구축함에 탑재되어 감시하는 레이다다.

## 스펙
3차원 대공 레이다다. 위상 배열 레이다이며, 120km를 탐지할 수 있는 탐지거리를 지닌 레이다로 위상 배열 레이다다.

### 레이다 성능
- 취역연도 : 1980년
- 탐지거리 : 120km
- 레이다 종류 : 위상 배열 3차원 대공 레이다
- 개발 연도 : 1980년
- 밴즈 종류 : S 밴드
- 탑재함 : 하타카제,시라네,타치카제,아사기리급등이 사용하고 있다.